# Вместе (телекинофорум)

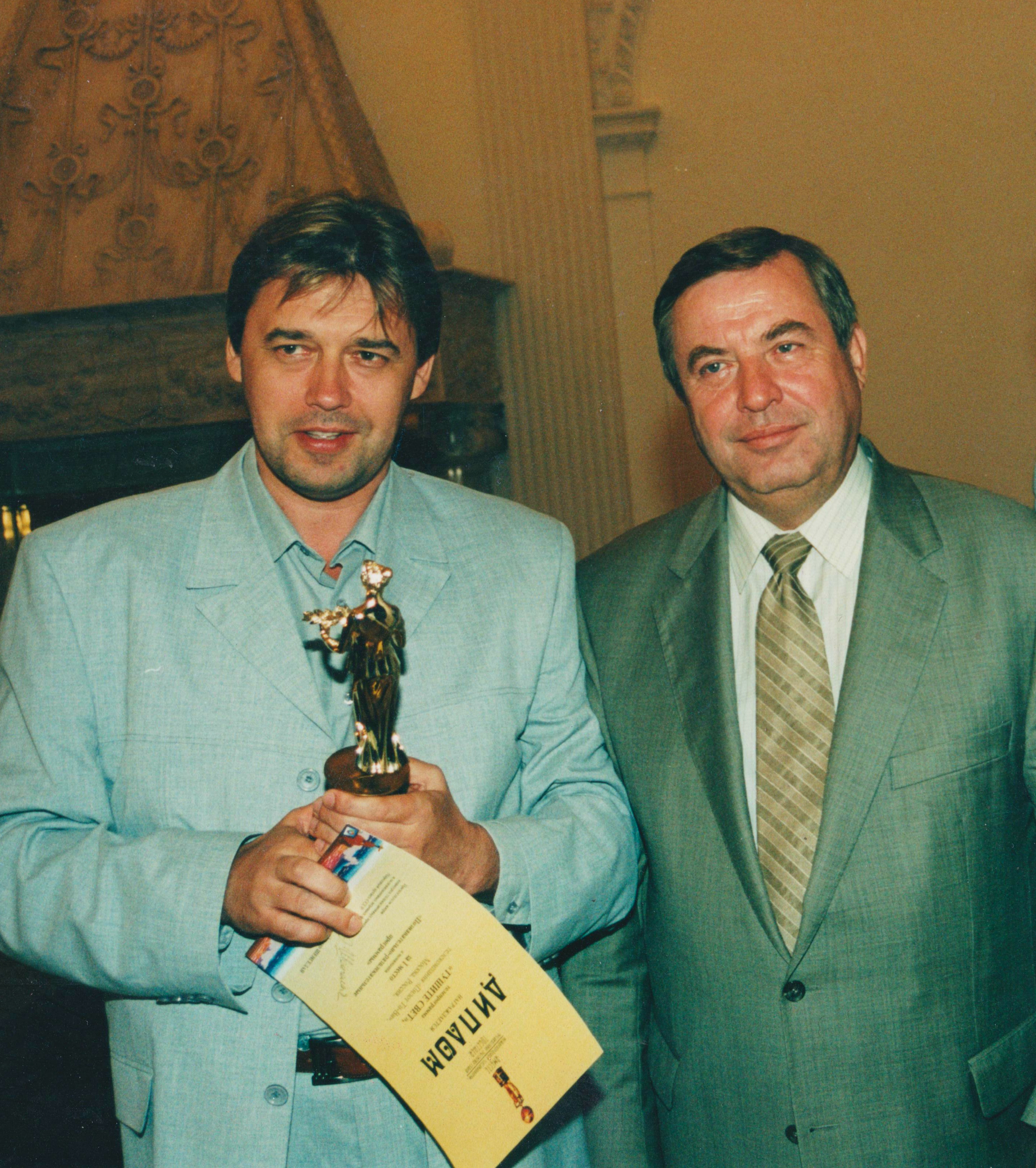
композитор Юрий Алябов со статуэткой и президент кинофорума Геннадий Селезнёв

Международный телекинофорум «Вместе» — фестиваль телефильмов и телепрограмм, проводившийся в Ялте ежегодно в 2000—2019 годах, возобновлён в 2024 году как «Мы вместе!». Участниками могли быть телекомпании из стран СНГ, в отличие от внутрироссийской телепремии «ТЭФИ».
Состоял из двух конкурсов «Телевизионные игровые фильмы» и «Телевизионные программы и фильмы».
Главный приз — статуэтка «Три Грации», другие награды — статуэтки «Дама с собачкой», дипломы, с 2004 года также медали «Антон Чехов».
Идеологом и председателем телекинофорума с 2000 по 2015 являлся Геннадий Селезнёв. Учредители — Межгосударственная телерадиокомпания «Мир», Союз журналистов России, Межпарламентская ассамблея СНГ, Ассоциация работников СМИ Украины и «Ялта-ТВ», парламент и правительство Крыма. Спонсорами форума в разные годы были российские компании «Лукойл», «Славнефть», «Русснефть».
Фестиваль проводился в крупнейшем концертном зале Крыма — «Юбилейном», на Набережная имени Ленина установливалсиь «открытые экраны».
В 2004 году стараниями телекинофорума в центре Ялты появилась скульптурная композиция «Антон Чехов и дама с собачкой», рядом с которым в 2011 году заложили «Аллею звёзд», в 2011-м на набережной Ялты рядом с концертным залом «Юбилейный» — памятник пионеру российской киноиндустрии Александру Ханжонкову.
С I телекинофорума стал традицией «Севастопольский день» — посещение его участниками города-героя Севастополя, возложения цветов к монументу «Вечного огня», гала-концертом в Доме офицеров Черноморского флота и делегацией участников телекинофорума в гости к российским морякам — посещение военно-морских кораблей Черноморского флота России, так в 2007, 2008, 2012 и 2018 годах крейсера «Москва», в 2009 и 2014 противолодочного корабля «Керчь».
После смерти в 2015 году организатора форума Сергея Соловьёва проект начал затухать, председатель Союза журналистов России Всеволод Богданов встал во главе организации форума, но в 2016 году форум был проведён в Москве, в 2017 году не проводился, после был проведён в Ялте ещё два раза в 2018 и 2019 годах, а после отмены в пандемию хотя и планировался на 2021 год, но был закрыт — сменил формат, исключив игровые телефильмы из конкурса, сменил название на телекинофорум «Новая реальность» и переместился в Тулу.
Однако, на сентябрь 2024 года запланирован под названием Международный Ялтинский Телекинофорум «Мы вместе!», который, как заявляется, является продолжателем традиций Международного телекинофорума «Вместе», проводившегося в Ялте с 2000 года, президент телекинофорума Виталий Третьяков.

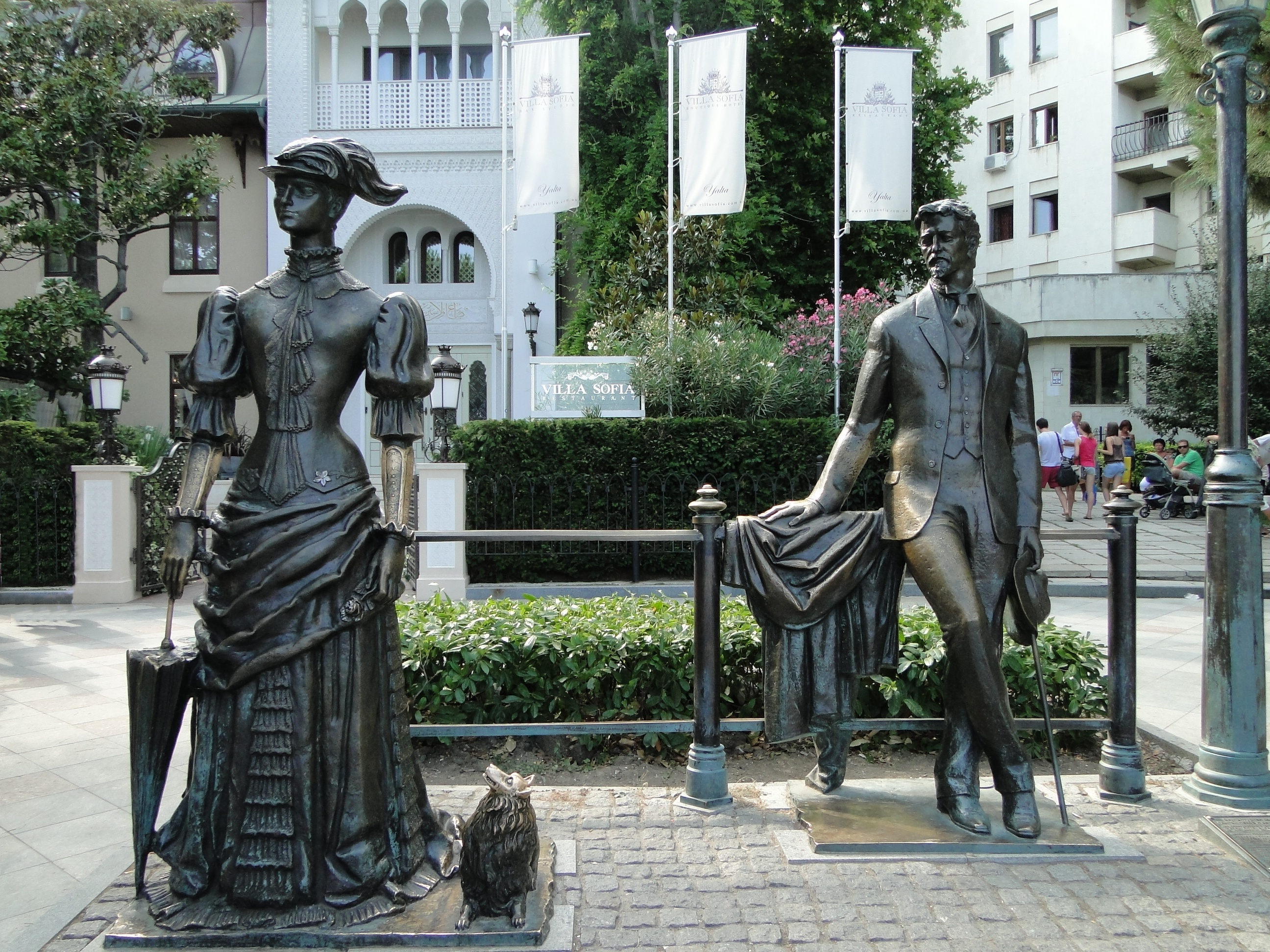
скульптурная композиция «Антон Чехов и дама с собачкой»
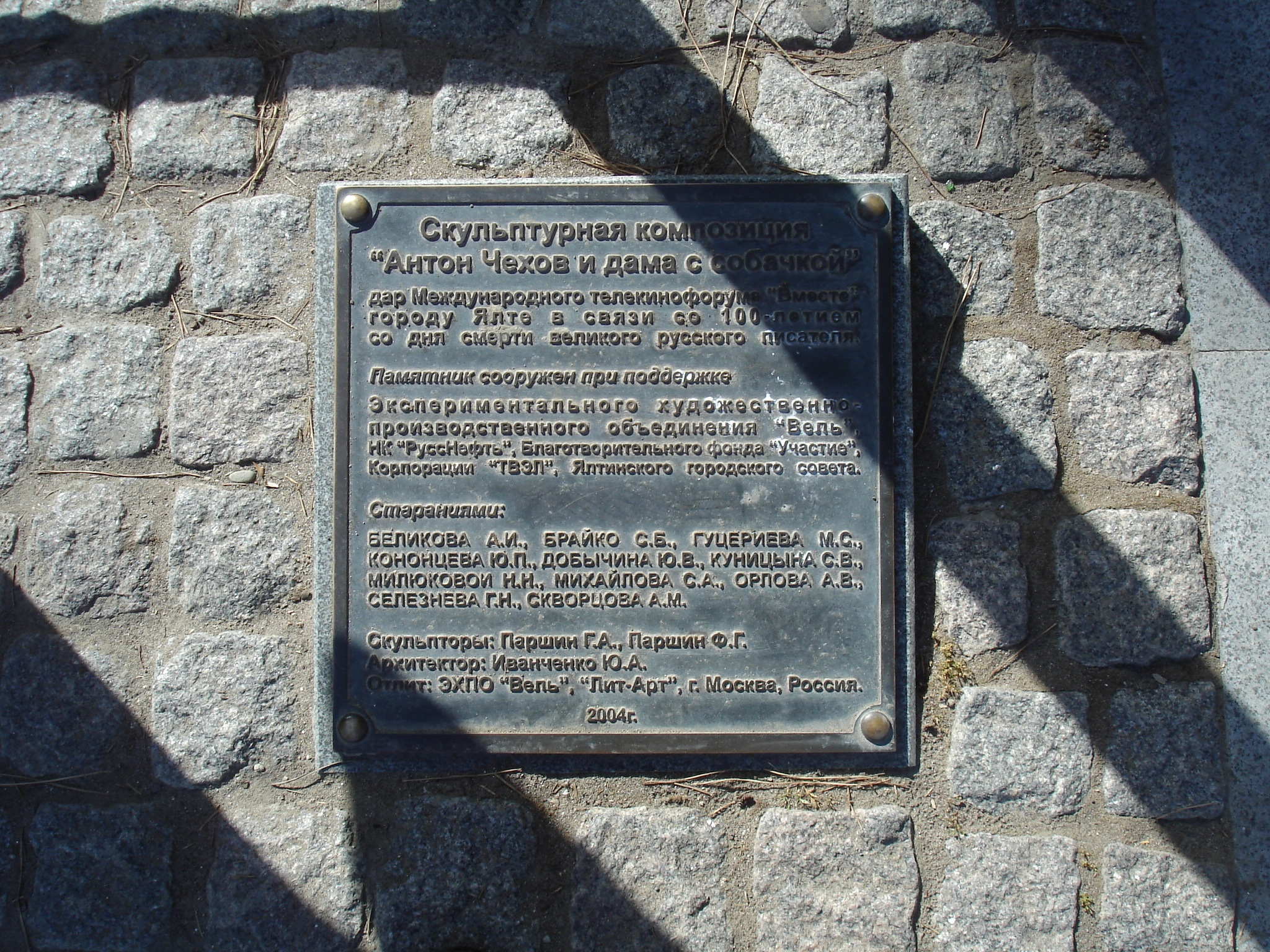
Информационная плита
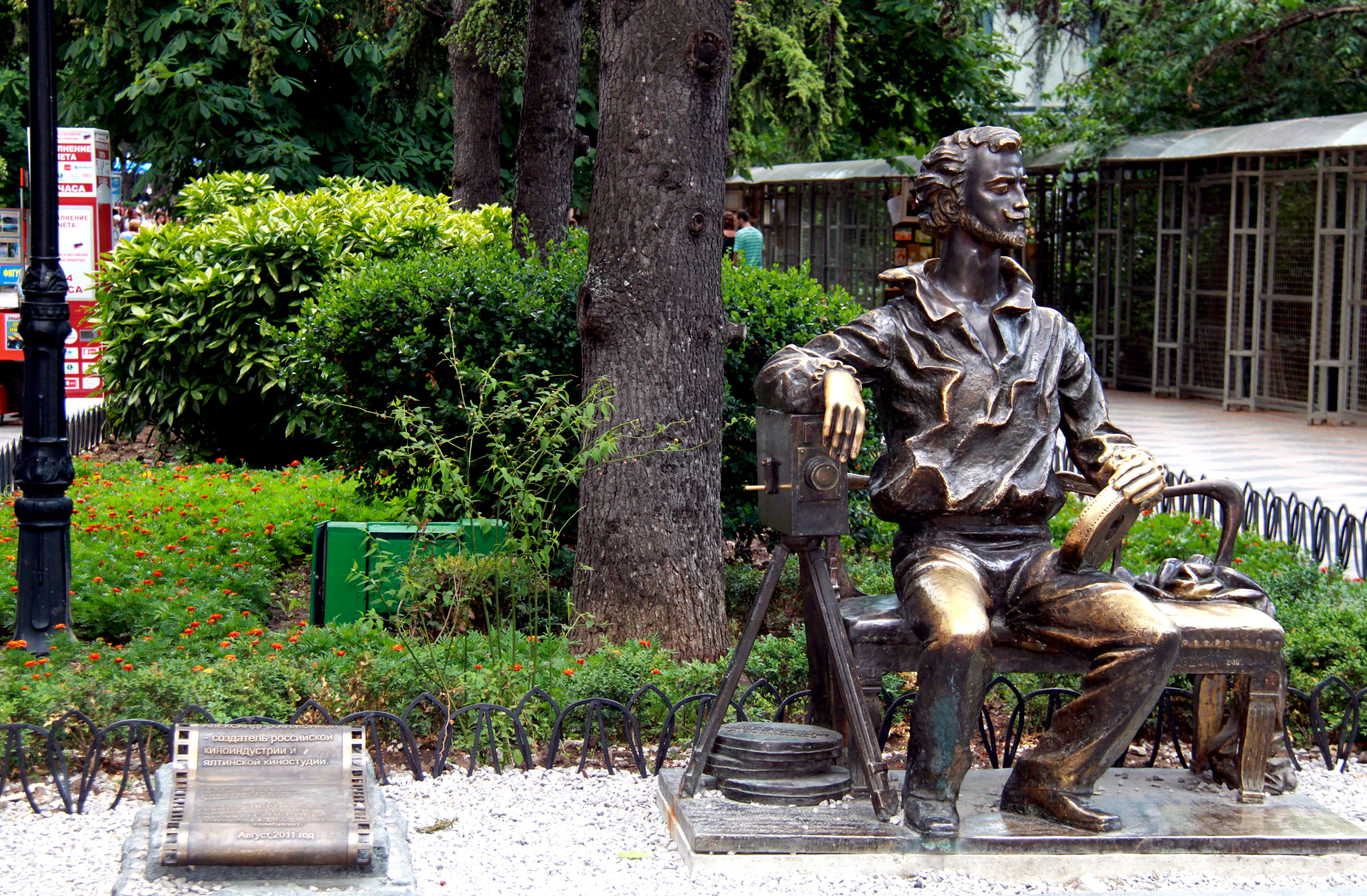
Памятник Александру Ханжонкову в Ялте на Пушкинской улице
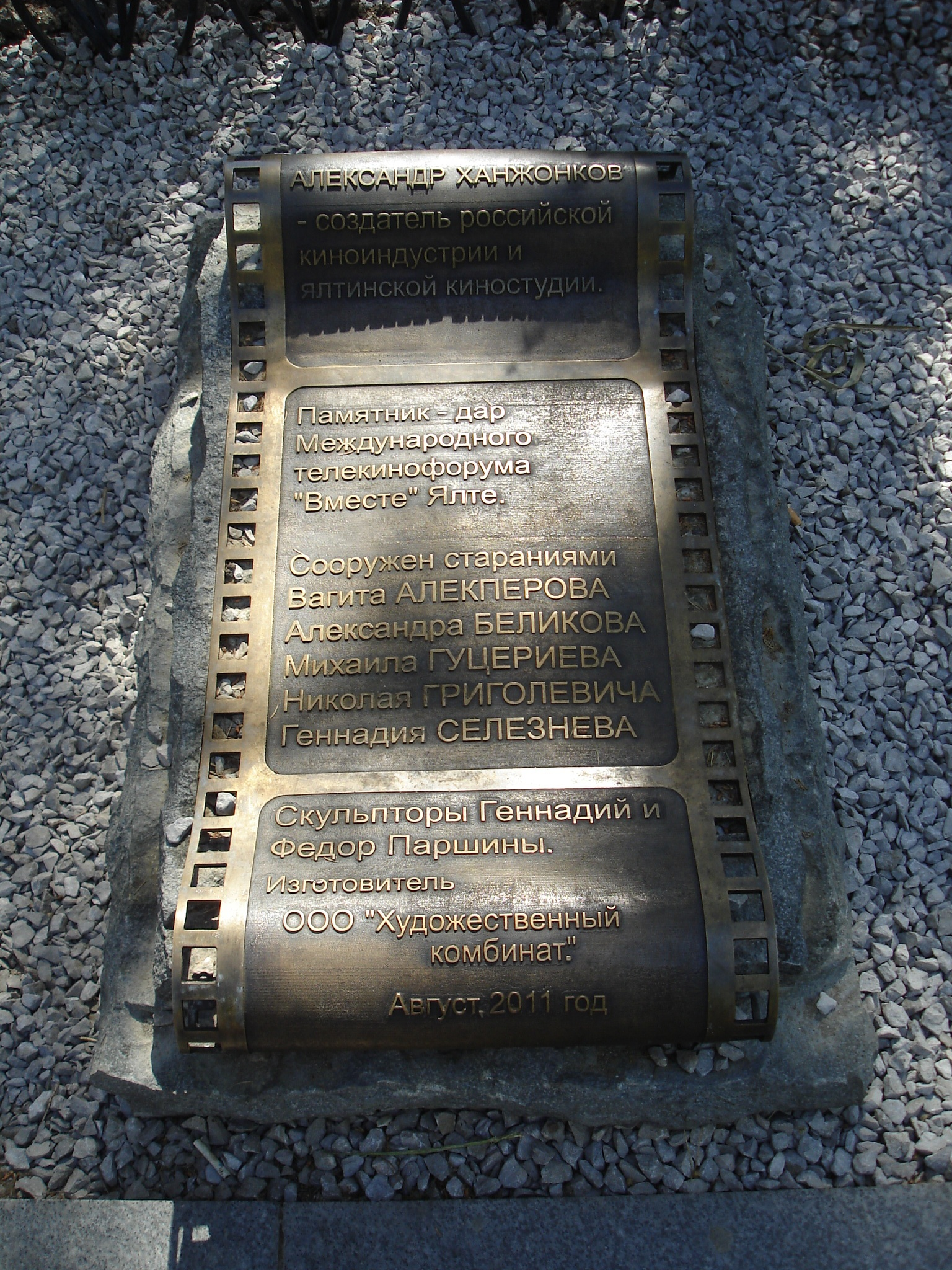
Информационная плита

- 2004 — сериал «Дети Арбата»
- 2005 — сериал «Моя Пречистенка»
- 2006 — сериал «Принцесса и нищий»
- 2007 — сериал «Смерть шпионам!»
- 2008 — телефильм «Караси»
- 2009 — телефильм «Franz + Polina»
- 2010 — сериал «Московский дворик»
- 2011 — сериал «Брестская крепость»
- 2012 — телефильм «Забытый»
- 2013 — мини-сериал «Апофегей»
- 2014 — мини-сериал «Бесы»
- 2015 — док.фильм «Крым. Путь на Родину»
- 2016 — сериал «Тест на беременность»
- 2018 — сериал «Анна Каренина»
- 2019 — сериал «Медное солнце»

## Телекинофорумы

### 2000 — I телекинофорум
Проходил со 2 по 7 сентября.
На конкурс поступило около 200 работ из 15 стран, отборочную комиссию возглавлял телекритик Анри Вартанов, председателем жюри избран журналист Александр Бовин.
Работы рассматривались в одном конкурсе по 11 номинациям, которые входят в два основных блока: «лица» и «проблемы». В «лицах» 4 номинации: ведущий, актёр, телепортрет, автор (сценарист, режиссёр, телерепортер, продюсер). В «проблемах» 7 номинаций: общество; наука, культура, традиции, национальный образ мира; бизнес и экономика; мир детства; индустрия отдыха; видовые, этнографические и экологические программы; интеграция.
Основных призёров было около тридцати, одним из специальных призов был автомобиль «Волга».
Лауреаты: Гран-при присуждён не был, один из главных призов — телесериалу «Улицы разбитых фонарей», приз «Лучшая актриса» — Елена Яковлева за роль телесериале «Каменская».
Источники

### 2001 — II телекинофорум
Проходил 7-14 сентября.
На конкурс было представлено более 250 работ из них отобрано 38. Конкурс проходил по 9 номинациям.
На ретроспективе фильмов снятых в Ялте праздноваться сорокалетие картины «Человек-амфибия».
В конкурсе игрового кино Белоруссию представлял фильм Михаила Пташука «В августе 44-го», Украину — «Второстепенные люди» Киры Муратовой, Россию — «Приходи на меня посмотреть» Олега Янковского, Эстонию — фильм «Перекрёсток» Орко Окка, Литву — фильм «Свобода» Шарунас Бартас, Армению — фильм «Весёлый автобус» Альберта Мкртчяна, Киргизию — фильм «Маймыл» Актана Абдыкалыкова.
Жюри возглавлял Олег Попцов, директор московского канала ТВ Центр.
Лауреаты конкурса игровых фильмов:
- Гран-при — не присуждался
- Лучший фильм — разделили армянский фильм «Весёлый автобус» Альберта Мкртчяна и киргизский фильм «Маймыл» Актана Абдыкалыкова
- Лучший режиссёр — Кира Муратова за фильм «Второстепенные люди»
- Актёр — Евгений Миронов за работу в картине «В августе 44-го…»
- Актриса — Ирина Купченко за роль в фильме «Приходи на меня посмотреть»
- Приз за дебют — Олег Янковскому и Михаилу Аграновичу за фильм «Приходи на меня посмотреть»
- Спецприз «За оригинальное изобразительное решение» — литовский режиссёр Шарунас Бартас за фильм «Свобода»

В конкурсе телепрограмм Гран-при был отдан программе Леонида Млечина «Особая папка», приз в номинации «Публицистическая передача» программе Алексея Пушкова «Постскриптум», приз за лучшую работу в номинации «Фильмы об индустрии отдыха» получил фильм Михаила Дегтяря «Охота», рассказывающий о весенней утиной охоте, награду «За выдающийся вклад в развитие телевидения» получил ведущий легендарной передачи «В мире животных» Николай Дроздов.
Источники

### 2002 — III кинотелефорум
Проводился 9-16 сентября
На конкурс было представлено более 200 телепроектов из 25 стран, из которых жюри отобрало более 70 работ, конкурс проводился по 15 номинациям.
В жюри вошли Эльдар Шенгелая (председатель), Леонид Золотаревский, Рубен Геворков, Анатолий Лысенко, Зинаида Кириенко, Иван Мащенко, Константин Старуш, Юлиана Шахова, Елена Драпеко, Люба Колева из Словакии и Мила Кудрина из Болгарии.
В конкурсе «Телевизионные программы и фильмы» Гран-при достался латвийскому документальному телефильму «Луциан и Илзе» режиссёра Даце Пакуле, в основных номинациях первенствовали российские телепрограммы «Военная тайна» с Игорем Прокопенко канала РЕН ТВ и «Постскриптум» с Алексеей Пушковым канала ТВ-Центр и «Тушите свет!» канала ТВС.
Источники

### 2003 — IV кинотелефорум
Всего на конкурс представлены 423 работы из 36 стран.
Жюри киноконкурса возглавлял кинорежиссёр Роман Балян, жюри телеконкурса возглавлял президент Международной академии телевидения и радио Анатолий Лысенко.
Лауреаты конкурса игровых фильмов:
- Гран-при — не присуждался
- Лучший режиссёр — Владимир Хотиненко за сериал «По ту сторону волков».
- Лучший актёрский ансамбль — сериал «По ту сторону волков».
- За актёрскую работу была награждена Анастасия Колпикова за роль в фильме «Покаянная любовь».
- Приз за операторское искусство — Марии Соловьёвой, снявшей ленту «Янтарный Крым».

В конкурсе «Телевизионные программы и фильмы» Гран-при вручён Ольге Дроздовой за документальный телефильм «Я знаю, что я могу все, что я хочу».
Источники

### 2004 — V телекинофорум
Проходил 2-7 сентября.
На конкурс были представлены 400 работ из 29 стран, телевизионные игровые фильмы, а также телевизионные программы и фильмы.
Работы оценивали два жюри под председательством Валерия Рубинчика и Анатолия Лысенко.
Лауреаты конкурса игровых фильмов:
- Гран-при — два приза — сериалу «Дети Арбата»
- Приз «За лучшую режиссуру» — Георгий Бзаров за фильм «Карагыз»
- Актриса — два приза — Любовь Толкалина («Игры взрослых девочек») и Людмила Артемьева («Таксистка»)
- Актёр — два приза — Олег Гущин («Джокер») и Михаил Ефремов («Супертеща для неудачника»).

По конкурсу телепрограмм и документальных фильмов Гран-при не присуждался,
Первыми обладателями медали «Антон Чехов», учреждённой в этом году, стали:
- Золотую медаль «Антон Чехов» — А. Пороховщиков, за особые заслуги и в связи с 35-летием работы в кино
- Серебряная медаль — Л. Борисова, продюсер и режиссёр фильма «Из Сибири в Сибирь» (ГТРК «Регион-Тюмень»)

Специальный приз киноконцерна «Мосфильм» «За выдающийся вклад в развитие кино» — Георгий Бзаров
Певица Пелагея стала обладательницей короны «Мисс Международный телекинофорум, Ялта — 2004».
Источники

### 2005 — VI телекинофорум
Проходил с 20 по 26 августа.
На конкурс было представлено около 500 работ из 26 стран.
Всего было вручено 13 статуэток, множество других призов и наград по итогам различных номинаций.
Председателем жюри в секции «Телевизионные игровые фильмы» стал генеральный директор студии «Беларусьфильм», кинорежиссёр Александр Ефремов, телевизионные программы оценивало жюри под председательством Генриха Юшкявичюса.
Лауреаты:
- Гран-при — телесериал «Моя Пречистенка»
- Лучший режиссёр — Георгий Шенгелия за фильм «Неуправляемый занос»
- Актриса — Мария Звонарёва за роль в фильме «Неуправляемый занос»
- Актёр — Амир Бехмад Торабиан за роль в десятиминутном иранском фильме про мышонка
- Лучший музыкальный проект — мюзикл «Три мушкетёра»
- Лучший дебют — короткометражный фильм «У самого моря» режиссёра Анны Герм мотивам поэмы Анны Ахматовой
- Специальный приз — телесериалу «Улицы разбитых фонарей» как самый продолжительный проект российского телевизионного кино
- Специальный приз «Литературной газеты» — Дмитрию Каралису за сценарий фильма «Коридор бессмертия»[31]
- Специальная номинация «Память» — новелле «Война» из киноальманаха «Территория сопротивления»

В конкурсе «Телевизионные программы и фильмы» Гран-при достался документальному фильму «Искатели. Свидетель великой осады» о первом подводном спецназе, сформированном в 1941 году из балтийских моряков.
Источники

### 2006 — VII телекинофорум
9-13 сентября 2006 года, были представлены работы из 25 стран оценивавшиеся жюри под председательством Анатолия Лысенко, определившее лауреатов:
Лауреаты конкурса игровых фильмов:
- Гран-при — 8-серийный телефильм «Принцесса и нищий» режиссёра Дмитрия Мисхиева.
- Лучшая актриса — Нелли Шенне за роль в фильме «Яйца»
- Лучшиё актёр — Даниил Спиваковский.
- Лучший дебют — короткометражнный финский фильм «Природа и здоровье» режиссёра Пану Хейккиля по сценарию Вилле Хаапасало

Источники

### 2007 — VIII телекинофорум
Проходил с 7 по 13 сентября.
Председатель жюри — Дмитрий Астахан.
Лауреаты конкурса игровых фильмов:
- Лучший телесериал — восьмисерийный фильм «Смерть шпионам!»
- Режиссёр — Сергей Лялин режиссёр сериала «Смерть шпионам!»
- Актёр — Юрий Беляев за роль в фильме «Учитель в законе»
- Актриса — Наталья Шамина («Любовь под надзором», режиссёр Владимир Шевельков.
- Дебют — фильм «Учитель в законе» (режиссёр Александр Мохов)

Источники

### 2008 — IX телекинофорум
Проводился с 19 по 25 сентября, на конкурс было отобрано 32 фильма.
Лауреаты конкурса игровых фильмов:
- Лучший телефильм — комедийная мелодрама «Караси» режиссёра Сергея Крутина.
- Актёр — два лауреата: Сергей Маховиков («Главная улика») и Алексей Кравченко («Бумеранг»).
- Актриса — два лауреата: Елена Яковлева за фильм «Караси» и Екатерина Волкова за фильм «Клинч».
- Лучший режиссёр — Дин Махаматдинов за фильм «Бумеранг».
- Лучший дебют — картина «Спящий и красавица», режиссёром которой выступила актриса Ирина Апексимова
- Специальный приз жюри «За создание ярких острохарактерных ролей второго плана» актёру Юрию Степанову за роль в фильме «Караси»
- Специальный приз Мосфильма «за верность лучшим традициям кино в изображении характера русской женщины» — режиссёру фильма «Клинч» Владимиру Басову.

В категории телепрограмм Гран-при получил документальный фильм «Деревенский фотограф» Алексея Погребного.
Источники

### 2009 — X телекинофорум
11-16 сентября, представлено около 250 работ из 30 стран.
Председателем жюри конкурса «Телевизионные игровые фильмы» был избран Александр Прошкин.
Лауреаты конкурса игровых фильмов:
- Гран-при — телефильм «Franz + Polina»
- Режиссёр — Ермек Турсынов (Казахстан) за фильм «Невестка»
- Актриса — Алёна Бабенко за роль в фильме «Папа напрокат»
- Актёр — Сергей Гармаш за роль в фильме «Папа напрокат»
- Дебют — режиссёр Артём Литвиненко за фильм «Папа напрокат»
- Специальный приз — фильму «Снайпер: Оружие возмездия»

В конкурсе «Телевизионные программы и фильмы» Гран-при завоевал документальный фильм «Список Киселёва. Спасённые из ада», в номинации «Телевизионные программы» программа телеканала «Россия» — «Нежный потрошитель. Урмас Отт», в номинации «Публицистические программы» — «Бе$ценный доллар-2» Ильи Колосова на канале ТВ Центр, в номинаиции "«Научно-популярные программы» — «Леонид Броневой. Под колпаком у Мюллера» (Первый канал) и «Теория относительности счастья. По Андрею Будкеру» («Культура»), в номинации «Развлекательные программы» — «Большая разница» (Первый канал).
Источники

### 2010 — XI телекинофорум
Проходил с 10 по 15 сентября.
Лауреаты в конкурсе «Телевизионные игровые фильмы»:
- Гран-при — 8-серийный сериал «Московский дворик», режиссёр Владимир Щегольков.
- Лучший телефильм — «Рябиновый вальс», режиссёр Алёна Семёнова.
- Лучший сериал — телесериал «Покушение», режиссёр Александр Ефремов.
- Режиссёр — Владимир Щегольков за сериал «Московский дворик».
- Актёр — Даниил Козловский за роль в телефильме «Одиночка».
- Актриса — Клавдия Коршунова за роль в сериале «Московский дворик».
- Дебют — кинорежиссёр Дмитрий Матов за телефильм «Хранители сети».
- Специальный приз «Литературной газеты» — короткометражке «Егерь» режиссёров Ирины Прокудиной и Владимира Дёмина.
- Специальный приз «Судьба человека» за исполнение главной роли в телефильме «Разжалованный» — актёр Александр Михайлов.
- Специальный приз «Не стареют душой ветераны» — актёрам Льву Дурову и Юрию Назарову за роли в фильме «Егорушка».
- Специальный приз «За создание образа воина-победителя» — Владислав Галкин (посмертно)

В конкурсе «Телевизионные программы и фильмы» Гран-при получил фильм «Цена победы» из цикла «Севастопольские рассказы», в номинации «Публицистические программы» — телепрограмма «9 мая. Личное отношение», в номинации «Документальный фильм» — «Две жизни Ясобуро Хачия» режиссёра Алексея Погребного, специальный приз «За глубокое и всестороннее освещение темы 65-летия Великой Победы» — информационной программе «Время».
Источники

### 2011 — XII телекинофорум
Прошёл с 26 по 31 августа, были представлены более 100 работ из 26 стран, на конкурс было отобрано 56 работ.
В разделе «телевизионные игровые фильмы и сериалы» отборочная комиссия выбрала семь лучших работ: «Брестская крепость», «Вдовий пароход», «Робинзон», «Охотники за караванами», «Плен страсти», «Морпехи» и «Немец».
Председатель жюри в конкурсе «Игровые фильмы» — Владимир Хотиненко, в конкурсе «Телевизионные программы и фильмы» — Юрий Поляков.
Лауреаты в конкурсе «Игровые фильмы»:
- Гран-при — «Брестская крепость»
- Лучший телефильм — фильм «Край», режиссёр-постановщик Алексей Учитель
- Режиссёр — Сергей Бобров за телесериал «Робинзон]»
- Актёр — Георгий Тараторкин за роль Максима Горькогов 4-серийном телефильме «Плен страсти»
- Актриса — Ольга Арнтгольц за роль в телесериале «В лесах и на горах»)
- Специальный приз — 8-серийный телефильм «Немец» режиссёра Александра Ефремова
- Специальный приз жюри «Выдающаяся русская актриса» — Нине Усатовой

В конкурсе «Телевизионные программы и фильмы» призы получили в категории «Документальный фильм» — фильму «Боба. Сапёр Большого Драматического» — история артиста-фронтовика Бориса Лёскина, в категории «Публицистические программы» — фильму «Эшелоны Победы» режиссёра Михаила Дегтяря, в категории «Ведущий программы» — Михаил Левитин за авторский цикл «…и другие» на канале «Культура».
Источники

### 2012 — XIII телекинофорум
Проходил с 24 по 30 сентября 2012 года.
Председатель жюри в конкурсе «Игровые фильмы» — Алексей Погребной, в конкурсе «Телевизионные программы и фильмы» — Владимир Хотиненко.
Лауреаты конкурса игровых фильмов:
- Гран-при — телефильм «Забытый»
- Лучший телефильм- драма «Гастарбайтер» режиссёра Юсупа Разыкова
- Лучший сериал — телесериал «Золотой запас»
- Лучший мини-сериал — «Ящик Пандоры»
- Режиссёр — Егор Грамматиков за мини-сериал «Я оставляю вам любовь»
- Актёр — Яну Цапнику за роль в фильме «Очкарик»
- Актриса — два приза — Дарье Михайловой за роль в мини-сериале «Дело гастронома № 1» и Анне Легчиловой за роль в мини-сериале «Салями»

В конкурсе «Телевизионные программы и фильмы» призы получили: Гран-при — «9 минут до космоса» телестудии Роскосмоса, в категории «Документальный фильм» — две работы — «Роковая любовь Саввы Морозова» режиссёра Михаила Павлова и «Титаник. Последняя тайна» режиссёра Алексея Васильева. Приз в категории «Ведущий программы» — Иван Толстой. Специальный приз — Дмитрий Астрахан. Спецприз «Литературной газеты» получил документальный фильма «Ксения, дочь Куприна» режиссёра Г. Огурной о дочери русского писателя.
Источники

### 2013 — XIV телекинофорум
Председатель жюри конкурса игровых фильмов — Георгий Тараторкин.
Лауреаты конкурса игровых фильмов:
- Гран-при — мини-сериал «Апофегей»
- Лучший сериал — сериал «Анна Герман. Тайна белого ангела» польского режиссёра Вальдемара Кшистека
- Лучший телефильм — «Запах свежего дождя на Балканах» сербского режиссёра Любиша Самарджича
- Лучший мини-сериал — «Летящие по ветру листья» режиссёра Валерий Харченко
- Режиссёр — Валерий Харченко за мини-сериал «Летящие по ветру листья»
- Актёр — Алексей Шевченков, за роль в фильме «Иуда»
- Актриса — Иоанна Моро, за роль в сериале «Анна Герман»
- Актёрский ансамбль — фильм «Частное пионерское»
- Дебют — режиссёру Александру Карпиловскому за фильм «Частное пионерское»
- Специальные призы получили актёры Юрий Назаров и Юрий Беляев
- Специальный приз «Литературной газеты» — сериалу «Марьина роща»

Источники

### 2014 — XV телекинофорум
Проходил 22-28 августа, на конкурс было представлено почти 400 работ от участников из 34 стран.
Тематически в этом году телекинофорум был посвящён 70-летию освобождения Крыма от фашистских захватчиков.
Жюри конкурса «Игровые телевизионные фильмы» возглавлял Сергей Никоненко, жюри конкурса «Телевизионные программы и фильмы» — Юрий Поляков.
Лауреаты конкурса игровых фильмов:
- Гран-при — мини-сериал «Бесы», режиссёр Владимир Хотиненко.
- Лучший телефильм — картина из Словакии «Люби меня или оставь».
- Лучший мини-сериал — «Ладога».
- Лучший сериал — «Разведчицы».
- Режиссёр — Бахтиёр Худойназаров за сериал «Гетеры майора Соколова».
- Актриса — Дарья Михайлова, за роль в фильме «Родная кровиночка»
- Актёр — Виталий Хаев, за роль в мини-сериале «Переводчик».
- Дебют — Киррилл Плетнёв как режиссёр короткометражки «6:23».
- Специальный приз — Владимир Гостюхин — «За яркое воплощение на экране образа нашего современника в игровом фильме „Поезд на север“ и вклад в отечественное телевидение».
- Специальный приз — Юрий Назаров — «За воплощение русского народного характера» (телефильм «Мы с дедушкой»).
- Специальный приз — Сергей Горобченко, за исполнение главной роли в мини-сериале «Двойной блюз».
- Специальный приз — Ольга Хохлова (мини-сериал «Ключи от прошлого»)
- Специальный приз — Михаил Мамаев (мини-сериал «Высокая кухня»)
- Специальный приз — Ольга Фадеева (мини-сериал «Она не могла иначе»)
- Специальный приз — Александр Лойе — «За яркое воплощение на экране образов наших современников»

В конкурсе «Телевизионные программы и фильмы» Гран-при присуждено документальному фильму Алексея Денисова «Первая Мировая. Самоубийство Европы» («Россия 1»), далее призы получили Константин Сёмин с публицистической лентой «Биохимия предательства» и Андрей Кондрашов с фильмом «Афган». Лауреатом в номинации «Подвиг солдата» стал Пётр Любимов за фильм «Красный таран» («ТВ Центр»). Лучшим признан репортаж Аркадия Мамонтова «Остров Крым. Возвращение домой» («Россия 1»), а лучшим телеведущим — Феликс Разумовский («Культура»). Специальными призами правительства Москвы награждён Сергей Брилёв, автор документального фильма «Тайна трёх океанов» («Россия 1»).
Источники

### 2015 — XVI телекинофорум
Проходил с 21 по 26 августа, тематически в этом году телекинофорум был посвящён 70-летию Великой Победы.
На конкурс был представлено более 300 работ, из которых на конкурс «Телевизионные программы и фильмы» — более 220 телепрограмм, репортажей и документальных фильмов, и на конкурс «Телевизионные игровые фильмы» — 80 кинолент. Отборочные комиссии представили на рассмотрение жюри по три работы в каждой из 12 номинаций.
Жюри конкурса телевизионных игровых фильмов возглавил Рустам Ибрагимбеков.
Лауреаты в конкурсе «Телевизионные игровые фильмы»:
- Гран-при — фильм «Наследники», режиссёр Владимир Хотиненко
- Лучший телефильм — детектив «Фронт», режиссёр Владимир Балакшинов
- Лучший мини-сериал — «С чего начинается Родина», режиссёр Руфжон Кубаев
- Лучший телесериал — «Однажды в Ростове», режиссёр Константин Худяков
- Режиссёр — Юсуп Разыков за сериал «Пороги»
- Актёр — Сергей Маховиков, за рль в сериале «Дом с лилиями»
- Актриса — Магдалена Гурска, за роль в сериале «Фронт»
- Дебют — Евгениё Корчагин за короткометражку «Феликс и его любовь»
- Продюсер — Инесса Юрченко и Сергей Щеглов за сериал «Ленинград 46» кинокомпании «Триикс Медиа»
- Специальный приз «За яркое воплощение на экране образов наших современников» — короткометражке «Мама», режиссёр Ольга Товма

Лауреаты в конкурсе «Телевизионные программы и фильмы»:
- Гран-при — документальному фильму «Крым. Путь на Родину» журналиста Андрея Кондрашова, телеканал «Россия-1»
- Документальный фильм — два лауреата: «Севастополь. Русская Троя» (телеканал «Россия») и «Женские плечи войны» (ТВ Центр)
- Специальный репортаж — три лауреата: «Дебальцевский узел» (телеканал «Россия»), «Смерти вопреки!» (НТВ), «Ни шагу назад» (телекомпания «Крым»)
- Номинация «Отцы и дети» — ленте о судьбе девочки-разведчицы Алиме Абденановой «Крымская легенда» (телеканал «Россия»)
- Публицистические программы: «Победоносец», автор Аркадий Мамонтов, телеканал «Россия»
- Лучший ведущий — Евгениё Попов, автор и ведущему ток-шоу «Специальный корреспондент» на телеканале «Россия»

Источники

### 2016 — XVII телекинофорум
Единственный раз когда телефорум состоялся не в Ялте, а в Москве, церемония награждения лауреатов прошла 7 октября в Центральном Доме журналиста.
Жюри конкурса «Телевизионные игровые фильмы» возглавил народный артист России Владимир Хотиненко, жюри конкурса «Телевизионные программы и фильмы», возглавил ректор Санкт Петербургского государственного института кино и телевидения Александр Евменов.
Лауреаты конкурса «Телевизионные игровые фильмы»:
- Гран-при — сериал «Тест на беременность»
- Лучший телефильм — словацко-чешская лента «Жизнь на волоске»
- Лучший мини-сериал — сериал «Неподсудные» режиссёра Мурада Алиева
- Лучший телесериал — «Любовная сеть» режиссёра Анны Легчиловой
- Лусший режиссёр — Владимир Фатьянов за комедию «Погоня за шедевром»
- Лучший сценарист — Андрей Тумаркин за фильм «Русский характер»
- Лучший актёр — Игорь Бочкин за роль в сериале «Любовная сеть»
- Лучшая актриса — два приза — Светлана Иванова («Тест на беременность») и Татьяна Кравченко («Смешная жизнь»)
- Лучший дебют — фильм «Соврёшь — умрёшь» режиссёра Алана Догузова
- Спецприз «Литературной газеты» — телефильм «Джокер»

Лауретами конкурса «Телевизионные программы и фильмы» стали: гран-при разделили журналисты ВГТРК Евгений Поддубный (за фильм «Пальмира») и Андрей Кондрашов («Война за воду»), приз в номинации «Специальный репортаж» — Ольга Скабеева за репортаж «Допинг», лучшим ведущим признан Евгений Попов (ток-шоу «Специальный корреспондент»).
Источники

### 2017 — телекинофорум не проводился
Телекинофорум не проводился.

### 2018 — XVIII телекинофорум
Жюри конкурса «Телевизионные игровые фильмы» возглавил народный артист России Владимир Хотиненко.
Лауреаты конкурса «Телевизионные игровые фильмы»:
- Гран-при — восьмисерийный художественный фильм «Анна Каренина»
- «Телевизионный игровой фильм (до 90 минут)» — фильму «Аниматор», режиссёр Антон Чижиков
- «Телевизионный игровой фильм (до 8 серий)» — фильм «Решение о ликвидации», режиссёр Александр Аравин
- «Телевизионный игровой фильм (от 8 серий)» — фильм «Консультант», режиссёр Алексей Рудаков
- Режиссёр — Карен Шахназаров за фильм «Анна Каренина»
- Актёр — Владислав Резник за роль в телефильме «Там, где нас нет»
- Актриса — два приза — Елизавете Боярской за роль в фильме «Анна Каренина» и Екатерине Васильевой за роль в фильме «Аниматор»
- Дебют — фильму «Сутки», автор Алёна Абдрахманова

В конкурсе «Телевизионные программы и фильмы» Гран-при получил иранский режиссёр и продюсер Мохаммад Ганефард за документальный фильм «Тайная вечеря» о жителях древнего сирийского городка Маалула, пережившего нападение боевиков.
Источники

### 2019 — XIX телекинофорум
Проводился с 6 по 12 сентября.
На конкурс было представлено 135 работ из 15 стран, отборочная комиссия включила в конкурсную программу 32 работы.
Председатель жюри конкурса «Телевизионный игровые фильмы» — Юрий Поляков, председатель жюри конкурса — «Телевизионные программы и фильмы» — Виталий Третьяков.
Лауреаты конкурса «Телевизионные игровые фильмы»:
- Гран-при — сериалу «Медное солнце», режиссёр Карен Оганесян.
- Режиссёр — Мурад Алиев, за сериал «Пустыня».
- Сценарист — Дмитрий Каралис, автор литературной основы фильма «Коридор бессмертия».
- Актёр — Владимир Машков за роль в сериале «Медное солнце».
- Актриса — два приза — Дарья Урсуляк за роли в фильме «Солдатик» и сериале «Гурзуф», и Елена Цыплакова за роль в сериале «Шаг в бездну».

В конкурсе «Телевизионные программы и фильмы» Гран-при получила лента Дениса Берестова «Хештег Клюквахайп», также омтечены призами документальный фильм «Они шли за Гитлером: история одной коалиции» режиссёра Михаил Кузовенкова («Россия-1»), специальный репортаж «Красные звёзды Германии» программы «События» (ТВ Центр), программа Юлии Мавриной «Забытое ремесло» («Культура»), фильм «Северный морской путь» Елизаветы Листовой (НТВ).
Источники

### Закрытие
Планировалось провести телекинофорум в 2020 году, но из-за пандемии COVID-19 форум два года не проводился.
В 2022 году был переформатирован в телекинофорум «Новая реальность» проводимый в Туле, изменив не только место проведение, но и формат — исключив игровое кино из конкурсной программы, став фестивалем документальных фильмов и телевизионных программ:

В этом году мы решили переформатировать фестиваль — по разным причинам. Там, в Ялте, была составляющая в виде художественных фильмов и телевизионных сериалов. А наша работа все же связана в большинстве своем с документальным кино, журналистикой, специальными репортажами. Кроме того, в этом году проведение телекинофорума «Вместе» было бы осложнено приостановкой авиасообщения с Симферополем. Поэтому мы решили изменить формат, название и сделать новый фестиваль здесь, в Тульской области (в модном кластере «Октава» и в Ясной Поляне)— Владимир Соловьёв, председатель Союза журналистов России

### 2024 — ХХ
Министром культуры Республики Крым анонсировано проведение с 13 по 18 сентября в Ялте ХХ юбилейного телекинофорума — мерпориятия под новым названием Международный Ялтинский Телекинофорум «Мы вместе!», включающего рабты в жанре специального репортажа, документального, игрового, анимационного кино, публицистических и познавательных программ; генеральный директор кинофорума — так же как и в прошлые годы Усов Анатолий Дмитриевич, президент телекинофорума — Виталий Третьяков, ранее активный член жюри, председатель оргкомитета — Борис Токарев, сопредседатели оргкомитета — министр культуры Республики Крым Татьяна Манежина и писатель Юрий Поляков, ранее активный член жюри телефорума.
ХХ телекинофорум прошёл с 13 по 17 сентября 2024 года, тематически был посвящён 10-летию воссоединения Крыма и России.
Местами проведения стали как и прежде Ялтинский театр имени А. П. Чехова и кинотеатр «Сатурн».
На конкурс телекинофорума поступило 185 работ, из которых жюри отобрало в финал 34 работ в различных номинациях, в том числе «Сериалы до 16 серий», «Документальный фильм», «Короткометражный фильм», «Телевизионная программа», «Специальный репортаж (журналистское расследование)».
Лауреаты:
- Гран-при фестиваля — передача «Для чего создавали советскую Украину?» из документального цикла Игоря Прокопенко, канал РЕН ТВ.
- Лучший игровой сериал — 11-серийный фильм «Десять дней до весны» режиссёра Кима Дружинина, канал НТВ.
- Лучший документальный фильм — «Александр Меншиков. Кавалер номер семь» из цикла «Настоящее-прошедшее» Юлии Мавриной, канал «Культура».

Источники